# Europeiska systemet för reseuppgifter och resetillstånd
Europeiska systemet för reseuppgifter och resetillstånd (engelska: European Travel Information and Authorisation System, Etias) är ett datasystem som Europeiska unionen har beslutat ska inrättas inom Schengensamarbetet. Alla tredjelandsmedborgare som åtnjuter visumfrihet, men inte innehar uppehållstillstånd eller motsvarande, kommer att behöva ansöka om inresetillstånd genom Etias. Varje ansökan antas ta runt 10 minuter och därefter beviljas inom ett par minuter. Syftet med systemet är att öka kontrollen av olaglig migration och förbättra identifieringen av personer som utgör en säkerhetsrisk. Fram till att systemet är i drift behöver tredjelandsmedborgare som åtnjuter visumfrihet inte ansöka om inresetillstånd.
Etias kommer att gälla för visumfria resenärer som reser in i något av de 29 Schengenländerna eller Cypern, däremot inte Irland som står utanför den gemensamma viseringspolitiken.
Innan Etias inrättas måste lagförslaget från kommissionen (som lades 16 november 2016) godkännas av Europaparlamentet och Europeiska unionens råd. Förslaget debatterades under 2017, med bland annat vissa lättnader för kandidatländerna. Det har också varit debatt om Storbritanniens status efter Brexit, med tanke på att brittiska medborgare högst troligt kommer att behöva Etias för resor till EU efter Brexit. Europeiska unionens råd lade fram ett något ändrat förslag den 9 juni 2017, vilket det godkände den 5 september 2018 (parlamentet den 5 juli 2018) Lagförslaget publicerades i Europeiska unionens officiella tidning som förordning 2018/1240 den 19 september 2018 och trädde i kraft 20 dagar senare. Delar av förordningen börjar dock gälla först under 2025 när Etias väntas bli operativt. I mars 2021 nåddes en överenskommelse mellan Europaparlamentet och rådet om de sista praktiska detaljerna inför genomförandet av systemet.